# Рено V де Понс
Рено V (фр. Renaud V de Pons; ок. 1330 — 19 сентября 1356) — сеньор Понса, Риберака и Монфора, виконт Карла и части Тюренна.
Сын Рено IV де Понса и его жены Жанны д’Альбре, дамы де Риберак. Соправитель отца.
Участник Столетней войны на стороне короля Франции. Королевский капитан в Перигоре и Лимузене.
Погиб вместе с отцом в битве при Пуатье 19 сентября 1356 года. После гибели Рено IV и Рено V англичане захватили часть их владений.

## Семья
Жена — Флотта, дочь Гильома де Флотта, сеньора де Равеля.
Сын:
- Рено VI де Понс (1350—1427) — сеньор Понса, Олерона, Маренна и Риберака.